# CONCACAF Champions' Cup 2006
La CONCACAF Champions' Cup 2006 è stata la 45ª edizione della massima competizione calcistica internazionale per club organizzata dalla CONCACAF. Il torneo è valevole anche come qualificazione alla Coppa del mondo per club FIFA 2006. Vi presero parte 33 squadre provenienti da 18 nazioni; il torneo iniziò con le prime partite di qualificazione il 26 luglio 2005.
Il torneo terminò con una finale in due partite tra due squadre messicane: l'América e il Toluca. La gara di andata, svoltasi allo Stadio Nemesio Díez di Toluca, Messico il 12 aprile 2006 finì 0-0. La gara di ritorno si svolse allo Stadio Azteca di Città del Messico il 19 aprile 2006 e fu vinta per 2-1 dopo i tempi supplementari dall'América che vinse così il suo quinto titolo. Grazie a questa vittoria l'América si qualificò alla Coppa del mondo per club FIFA 2006.

## Squadre qualificate
- América - Campione Clausura 2005
- Toluca - Campione Apertura 2005
- LA Galaxy - Campione MLS Cup 2005
- N.E. Revolution - Campione Eastern Conference 2005
- Alajuelense - Campione Torneo UNCAF 2005
- Olimpia - Seconda Torneo UNCAF 2005
- Saprissa - Terza Torneo UNCAF 2005
- Portmore Utd - Campione CFU Club Championship 2005

## Tabellone
|  | Quarti di finale | Quarti di finale | Quarti di finale | Quarti di finale | Quarti di finale |  |  | Semifinali  | Semifinali  | Semifinali    | Semifinali    | Semifinali |   |   | Finale | Finale | Finale | Finale | Finale |  |
|  |                  |                  |                  |                  |                  |  |  |             |             |               |               |            |   |   |        |        |        |        |        |  |
|  | Olimpia          | Olimpia          | 0                | 1                | 1                |  |  |             |             |               |               |            |   |   |        |        |        |        |        |  |
|  | Toluca           | Toluca           | 2                | 2                | 4                |  |  | Toluca      | Toluca      | 2             | 2             | 4          |   |   |        |        |        |        |        |  |
|  | LA Galaxy        | LA Galaxy        | 0                | 2                | 2                |  |  | Saprissa    | Saprissa    | 0             | 3             | 3          |   |   |        |        |        |        |        |  |
|  | Saprissa (dts)   | Saprissa (dts)   | 0                | 3                | 3                |  |  |             |             |               |               |            |   |   | Toluca | Toluca | 0      | 1      | 1      |  |
|  | N.E. Revolution  | N.E. Revolution  | 0                | 0                | 0                |  |  |             |             | América (dts) | América (dts) | 0          | 2 | 2 |        |        |        |        |        |  |
|  | Alajuelense      | Alajuelense      | 0                | 1                | 1                |  |  | Alajuelense | Alajuelense | 1             | 0             | 1          |   |   |        |        |        |        |        |  |
|  | Portmore Utd     | Portmore Utd     | 1                | 2                | 3                |  |  | América     | América     | 2             | 0             | 2          |   |   |        |        |        |        |        |  |
|  | América          | América          | 2                | 5                | 7                |  |  |             |             |               |               |            |   |   |        |        |        |        |        |  |

## Quarti di finale
| Arbitro: | Brian Hall |

|  |           |                         |
|  | Marcatori | 37’ Díaz 90+1’ Cruzalta |

| Arbitro: | Kevin Stott |

|                         |           |             |
| Rosada 47’ Esquivel 53’ | Marcatori | 21’ Cárcamo |

| Carson 23 febbraio 2006 | L.A. Galaxy     | 0 – 0 | Saprissa | Home Depot Center (8103 spett.)\| Arbitro: \| Marco Rodríguez \| |
| Arbitro:                | Marco Rodríguez |       |          |                                                                  |

| Arbitro: | Benito Archundia |

|                                 |           |                         |
| Centeno 46’ Solís 56’ Parks 95’ | Marcatori | 20’ Gardner 40’ Donovan |

| Hamilton 22 febbraio 2006 | N.E. Revolution | 0 – 0 | Alajuelense | Bermuda National Stadium (1500 spett.)\| Arbitro: \| Hu Liu \| |
| Arbitro:                  | Hu Liu          |       |             |                                                                |

| Arbitro: | Peter Prendergrast |

|                        |           |  |
| Hernández Valverde 90’ | Marcatori |  |

| Arbitro: | Michael Kennedy |

|           |           |                                |
| Wolfe 53’ | Marcatori | 60’ (rig.) Giménez 73’ Padilla |

| Arbitro: | Rodolfo Sibrian |

|                                                    |           |                          |
| Padilla 4’, 56’, 90+?’ Fernández 57’ Cervantes 80’ | Marcatori | 24’ Bennett 82’ Morrison |

## Semifinali
| Arbitro: | Terry Vaughn |

|                   |           |  |
| Esquivel 22’, 62’ | Marcatori |  |

| Arbitro: | Peter Prendergrast |

|                                         |           |                         |
| Azofeifa 47’ Saborío 56’ Drummond 90+?’ | Marcatori | 59’ Valadéz 87’ Sánchez |

| Arbitro: | Brian Hall |

|           |           |                             |
| Scott 67’ | Marcatori | 65’ Soares 76’ Boas Pereira |

| Città del Messico 29 marzo 2006 | América          | 0 – 0 | Alajuelense | Stadio Azteca\| Arbitro: \| Mauricio Navarro \| |
| Arbitro:                        | Mauricio Navarro |       |             |                                                 |

## Finale
| Toluca 12 aprile 2006 | Toluca      | 0 – 0 | América | Stadio Nemesio Díez (20000 spett.)\| Arbitro: \| José Pineda \| |
| Arbitro:              | José Pineda |       |         |                                                                 |

| Arbitro: | Brian Hall |

|                               |           |              |
| Boas Pereira 105’ Davino 113’ | Marcatori | 93’ da Silva |

## Campione
| CONCACAF Champions' Cup 2006: América Quinto titolo |